# Тавтімановська сільська рада
Тавтіма́новська сільська рада (рос. Тавтимановский сельский совет) — муніципальне утворення у складі Іглінського району Башкортостану, Росія. Адміністративний центр — село Тавтіманово.

## Населення
Населення — 2988 осіб (2019, 2830 в 2010, 2725 в 2002).

## Склад
До складу поселення входять такі населені пункти:
| Населений пункт        | Населення, осіб (2002) | Населення, осіб (2010) |
| ---------------------- | ---------------------- | ---------------------- |
| Авангард, присілок     | 62                     | 67                     |
| Ключевське, присілок   | 94                     | 90                     |
| Кушкуль, присілок      | 35                     | 33                     |
| Новотроїцьке, присілок | 60                     | 63                     |
| Октябрське, присілок   | 177                    | 164                    |
| Покровка, присілок     | 164                    | 143                    |
| Спаське, присілок      | 11                     | 22                     |
| Тавтіманово, село      | 2094                   | 2219                   |
| Урожай, присілок       | 28                     | 40                     |